# Pawłocin
Pawłocin (deutsch Pawlozinnen, 1938 bis 1945 Paulshagen) ist ein Dorf in der polnischen Woiwodschaft Ermland-Masuren, das zur Gmina Biała Piska (Stadt- und Landgemeinde Bialla, 1938 bis 1945 Gehlenburg) im Powiat Piski (Kreis Johannisburg) gehört.

## Geographische Lage
Pawłocin liegt im südlichen Osten der Woiwodschaft Ermland-Masuren, 22 Kilometer östlich der Kreisstadt Pisz (deutsch Johannisburg).

## Geschichte
Das seinerzeit Paulozinnen genannte Dorf wurde 1435 durch den Deutschen Ritterorden als Dienstgut mit 64 Hufen nach kölmischem Recht gegründet.
Von 1874 bis 1945 war das Dorf in den Amtsbezirk Belzonzen (1938 in „Amtsbezirk Großdorf (Ostpr.)“ umbenannt) eingegliedert, der zum Kreis Johannisburg gehörte.
Im Jahre 1910 waren in Pawlozinnen 229 Einwohner registriert, im Jahre 1933 waren es noch 210. Aufgrund der Bestimmungen des Versailler Vertrags stimmte die Bevölkerung im Abstimmungsgebiet Allenstein, zu dem Pawlozinnen gehörte, am 11. Juli 1920 über die weitere staatliche Zugehörigkeit zu Ostpreußen (und damit zu Deutschland) oder den Anschluss an Polen ab. In Pawlozinnen stimmten 180 Einwohner für den Verbleib bei Ostpreußen, auf Polen entfielen keine Stimmen. Am 3. Juni (amtlich bestätigt am 16. Juli) 1938 wurde Pawlozinnen aus politisch-ideologischen Gründen der Abwehr fremdländisch klingender Ortsnamen in „Paulshagen“ umbenannt. Die Einwohnerzahl belief sich im Jahre 1939 auf 208.
In Kriegsfolge kam 1945 das gesamte südliche Ostpreußen und mit ihm Pawlozinnen resp. Paulshagen zu Polen. Das Dorf erhielt die polnische Namensform „Pawłocin“ und ist heute Sitz eines Schulzenamtes (polnisch Sołectwo) und als solches eine Ortschaft innerhalb der Stadt- und Landgemeinde Biała Piska (Bialla, 1938 bis 1945 Gehlenburg) im Powiat Piski (Kreis Johannisburg), bis 1998 der Woiwodschaft Suwałki, seither der Woiwodschaft Ermland-Masuren zugehörig. Im Jahre 2011 belief sich die Einwohnerzahl auf 97.

## Religionen
Pawlozinnen war bis 1945 in die evangelische Kirche Bialla in der Kirchenprovinz Ostpreußen der Kirche der Altpreußischen Union sowie in die römisch-katholische Kirche Johannisburg im Bistum Ermland eingepfarrt. 
Heute gehört Pawłocin katholischerseits zur Pfarrei Biała Piska im Bistum Ełk der Römisch-katholischen Kirche in Polen, die im nahegelegenen Kożuchy (Kosuchen, 1938 bis 1945 Kölmerfelde) eine Filialgemeinde unterhält. Evangelischerseits besteht die Orientierung zur Kirchengemeinde ebenfalls in Biała Piska, einer Filialgemeinde der Pfarrei Pisz in der Diözese Masuren der Evangelisch-Augsburgischen Kirche in Polen.

## Schule
Pawlozinnen wurde 1856 ein Schulort.

## Verkehr
Pawłocin liegt nördlich der Landesstraße 58 und ist von Rolki (Rollken) aus über eine unwegsame Nebenstraße nach Myśliki (Fröhlichen) zu erreichen. Eine Bahnanbindung besteht nicht.